# جايسون غريمزلي
جايسون غريمزلي (بالإنجليزية: Jason Grimsley)‏ هو لاعب كرة قاعدة أمريكي، ولد في 7 أغسطس 1967 في كليفلاند في الولايات المتحدة.

## وصلات خارجية
- جايسون غريمزلي على موقعبيزبول رفرنس.كوم (الدوري الرئيسي) (الإنجليزية)
- جايسون غريمزلي على موقعبيزبول رفرنس.كوم (الدوري الثانوي) (الإنجليزية)